# Praia Grande (Salvador)
O bairro de Praia Grande em Salvador é localizado no Subúrbio Ferroviário da cidade na beira do mar da Baía de Todos os Santos, onde faz divisa com os bairros de Periperi (norte) e Escada (sul).

## História
Na localidade Escada Sul do bairro esta a primeira igreja erguida com pedras na Bahia. Datada de 1536, a Igreja de Nossa Senhora da Escada foi refúgio do Padre José de Anchieta, e desde 1962 é tombada pelo Ipham (Instituto do Patrimônio Histórico e Artístico Nacional). Nela se encontra a imagem da padroeira do lugar, que foi esculpida no início do século XVIII e que tem aos seus pés uma escada dourada onde estão dois anjos, justificando o nome desta localidade.[carece de fontes?]
A devoção a Nossa Senhora da Conceição da Escada sobrevive há mais de 470 anos, e é festejada com procissão, missa festiva e novena. Uma placa colocada na parede lateral da capela indica: "Aos 16 de abril de 1638 aqui desembarcaram forças holandesas ao mando do Príncipe de Nassau". Na Escada localiza-se também a Biblioteca Comunitária Paulo Freire, que atende a boa parte do subúrbio ferroviário. Antes da Segunda Guerra Mundial, Praia Grande era refúgio da burguesia industrial e latifundiária de Salvador. A partir da década de 1950 o bairro foi sendo ocupado por moradores de diversas classes sociais.[carece de fontes?]

## Demografia
Foi listado como um dos bairros mais perigosos de Salvador, segundo dados do Instituto Brasileiro de Geografia e Estatística (IBGE) e da Secretaria de Segurança Pública (SSP) divulgados no mapa da violência de bairro em bairro pelo jornal Correio em 2012. Ficou entre os mais violentos em consequência da taxa de homicídios para cada cem mil habitantes por ano (com referência da ONU) ter alcançado o nível mais negativo, com o indicativo de "mais que 90", sendo um dos piores bairros na lista.